# 2014 en Polynésie française
Cet article présente les faits marquants de l'année 2014 en Polynésie française.

## Évènements
- 23 juillet : Gaston Flosse, Président de la Polynésie française, est définitivement condamné par la Cour de cassation à quatre ans d'emprisonnement avec sursis, 125 000 € d'amende et trois ans d'inéligibilité politique pour prise illégale d'intérêts et détournement de fonds publics[1]. Le 5 septembre, il perd ainsi la présidence du pays[2]. Le 12 septembre, l'Assemblée de la Polynésie française élit Édouard Fritch (du parti gaulliste Tahoeraa huiraatira de Gaston Flosse) pour lui succéder[3].